# Juan Velázquez Tlacotzin
Tlacotzin (fl. 1525) fue cihuacoatl durante el mandato de Moctezuma II y Cuauhtémoc. Más tarde se alió con Hernán Cortés y los españoles, convirtiéndose al cristianismo bajo el nombre de Juan Velázquez Tlacotzin, y fue erigido huey tlatoani tras la caída y ejecución de Cuahtémoc, en la que tuvo parte. Su reinado fue breve debido a su propio fallecimiento.

## Biografía
Fue nieto de Tlacaelel. Tlacotzin se desempeñó como capitán general del emperador mexica Cuauhtémoc durante el sitio de Tenochtitlan por parte de Hernán Cortés y sus diversos aliados. Después de la sumisión de Cuauhtémoc a Cortés, Tlacotzin se convirtió al cristianismo bajo el nombre de Juan Velázquez y acompañó a ambos en la expedición de tres años a las tierras mayas.
Durante el transcurso de la expedición, debido a las constantes penurias del viaje, hubo conversaciones entre los mexicas de rebelarse y acabar con los españoles, tramas que fueron oídas y comunicadas a Cortés por Velázquez y otro noble mexica cristiano, Andrés de Tapia Motelchiuh. Como consecuencia, a fecha de 1525, Cortés ejecutó a Cuauhtémoc y premió a Tlacotzin con su sucesión como huey tlatoani. Ordenó que se le vistiese al modo español y que se le diese una espada y un caballo blanco, como símbolos de su nuevo cargo.
Tlacotzin reinó durante tres años, pero nunca llegó a regresar como huey tlatoani a las tierras que le pertenecían, ya que murió en el camino de vuelta en 1526 (8 Tochtli) en Nochixtlán debido a una enfermedad desconocida, antes de alcanzar Tenochtitlan. Cortés inmediatamente eligió como sucesor suyo a Motelchiuh.